# 마스터X마스터
《마스터X마스터》(Master X Master, MXM)는 엔씨소프트가 개발, 배급한 멀티플레이어 온라인 배틀 아레나(MOBA) 비디오 게임이다.

## 게임플레이
MXM은 3인칭 슈팅 게임의 특징을 갖춘 MOBA이다. 각 플레이어는 마스터(master)라 불리는 두 명의 플레이어 캐릭터를 컨트롤한다. 2016년 1월 기준으로 30명의 마스터가 있다. 각각은 고유한 능력과 각기 다른 플레이 스타일이 있다. 마스터들은 이전 엔씨소프트가 배급한 게임들의 캐릭터들이자 새로운 캐릭터들이다. 플레이어는 게임을 통해 두 명의 마스터 간 전환이 가능하며, 여기에서 사용되지 않은 마스터는 체력을 재생할 수 있다. 사망 외에도 전환과 관련하여 쿨다운이 있다. MXM 내의 플레이어는 방향키와 마우스를 사용하여 캐릭터를 움직이고 선택하지만 마우스만으로 캐릭터를 이동할 수 있는 옵션도 제공한다.
이 게임은 SF 특성이 있다.

## 개발
엔씨소프트는 2014년 10월 대한민국에서 게임의 베타 테스트를 진행하였으며, 엔씨소프트가 내부적으로 개발한 최초의 MOBA이기도 하다. 엔가젯은 당시 출시일이나 지역화 날짜를 알지 못했지만, 수개월 뒤 엔씨소프트가 이 게임의 모바일 버전을 출시할 계획이라고 보고하였다.
2015년 중순에 엔씨소프트는 2016년 초에 이 게임을 베타 버전으로 전 세계에 출시할 예정이었으며, 나중에 같은 해에 이 게임의 풀 릴리스를 계획하고 있었다. 이 게임은 대한민국에서 여전히 베타 테스트로만 이용이 가능하였다. 2016년 1월, 엔씨소프트는 유럽, 북아메리카를 대상으로 2016년 하반기에 PC용 게임의 런칭을 할 것이라 발표하였다. 엔씨소프트는 지불 모델을 선언하지 않았다.
2016년 1월, 엔씨소프트는 짧은 알파 플레이테스트를 위한 무료 제품 키를 제공하였으며 PvP 상호작용과 일부 PvE 콘텐츠에 초점을 두었다. 폴리곤과 비디오게이머 둘 다 엔씨소프트과 협력하며 구독자에게 키를 제공하였다.
이 게임은 클라우드 기술을 위해 개발되었다.
2017년 6월 21일에 서비스가 시작되었으나 7개월 후인 2018년 1월 31일에 서비스가 종료되었다.

## 평가
| 평가                                           |        |
| ---------------------------------------------- | ------ |
| 통합 점수 통합사 점수 메타크리틱 76/100 [ 11 ] |        |
| 통합 점수                                      |        |
| 통합사                                         | 점수   |
| 메타크리틱                                     | 76/100 |